# Римар Микола Васильович
Римар Микола Васильович (нар. 2 грудня1933, с. Людвище, нині Шумського району Тернопільської області) — український вчений у галузі економіки. Доктор економічних наук (1990), професор (1991).

## Життєпис
1950 заарештований органами МДБ за співпрацю з ОУН; засуджений на 25 р.; звільнений 1955. Закінчив у м. Львові інститути: лісотехнічний (1963, нині Національний лісотехнічний університет України) і поліграфічний (1969, нині Українська академія друкарства).
1963-1977 працював інженером, нормувальником, начальником бюро та відділів на підприємствах лісового господарства.
Від 1977 — доцент, завідувач кафедри економіки підприємств та організації виробництва, 1992 — завідувач кафедри обліку й аудиту Львівського лісотехнічного інституту; водночас від 1992 — завідувач кафедри податків, бюджету і казначейської справи Львівської державної фінансової академії.

## Доробок
Автор понад 200 наукових праць, у т. ч. 6 монографій, підручників, навчальних посібників.